# Sjubarsji
Sjubarsji (kazakiska: Shubarshī, ryska: Шубарши) är en ort i Kazakstan.   Den ligger i oblystet Aqtöbe, i den västra delen av landet, 1 100 km väster om huvudstaden Astana. Sjubarsji ligger 183 meter över havet och antalet invånare är 8 651.
Terrängen runt Sjubarsji är platt. Runt Sjubarsji är det mycket glesbefolkat, med 2 invånare per kvadratkilometer. Det finns inga andra samhällen i närheten. Trakten runt Sjubarsji består i huvudsak av gräsmarker.